# Nenad Sakić
Nenad Sakić (cyr.: Ненад Сакић, ur. 15 czerwca 1971 w Kruševacu) – serbski piłkarz występujący na pozycji obrońcy. Reprezentant Jugosławii. Trener piłkarski.

## Kariera klubowa
Sakić karierę rozpoczynał w sezonie 1989/1990 w Napredaku Kruševac, grającym w drugiej lidze jugosłowiańskiej. Po rozpadzie Jugosławii, od sezonu 1992/1993 wraz z Napredakiem występował w pierwszej lidze FR Jugosławii. W sezonie 1993/1994 wywalczył z nim wicemistrzostwo Jugosławii.
W 1994 roku Sakić przeszedł do innego pierwszoligowca, Crvenej zvezdy. W ciągu trzech sezonów gry dla tego klubu, trzy razy wywalczył z nim Puchar Jugosławii (1995, 1996, 1997), raz mistrzostwo Jugosławii (1995) oraz dwa razy wicemistrzostwo Jugosławii (1996, 1997).
W 1997 roku Sakić został graczem włoskiego US Lecce. W Serie A zadebiutował 31 sierpnia 1997 w przegranym 0:2 meczu z Juventusem. W Lecce spędził sezon 1997/1998. Potem odszedł do Sampdorii, także grającej w Serie A. W sezonie 1998/1999 spadł z nią do Serie B. Awans z powrotem do Serie A wywalczył w sezonie 2002/2003. W 2004 roku Sakić wrócił do Napredaka Kruševac, grającego już w drugiej lidze. W 2006 roku zakończył karierę.

## Kariera reprezentacyjna
W reprezentacji Jugosławii Sakić zadebiutował 23 września 1998 w zremisowanym 1:1 towarzyskim meczu z Brazylią. W latach 1998–2000 w drużynie narodowej rozegrał 6 spotkań.